# Chenoua (montaña)

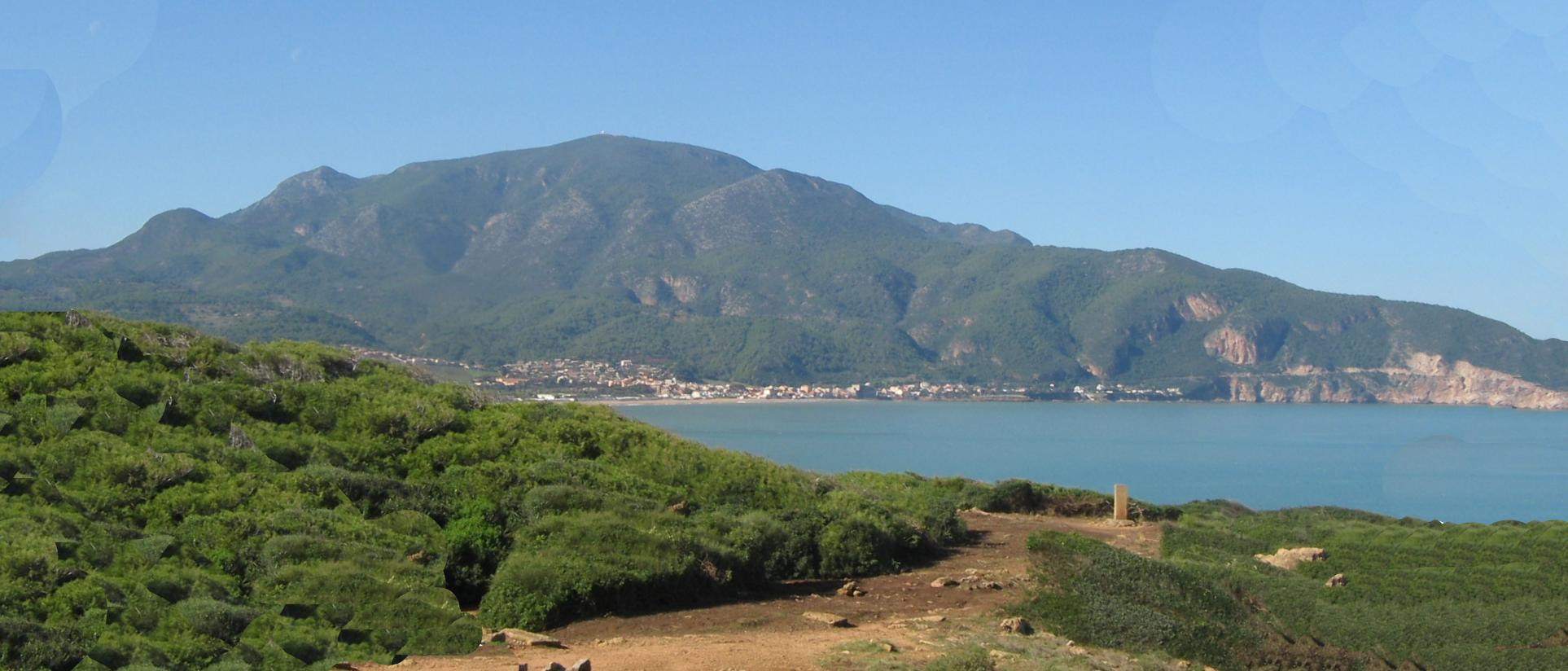
Vista de Chenoua. La estela de Camus en primer plano

Chenoua (Djebel Chenoua o Adrar n Cenwa en bereber) es una montaña de 905 m de altitud, situada en la región de Tipasa, al norte de Argelia. En la villa situada en la montaña, la mayoría de los habitantes hablan una lengua bereber, la lengua chenoua.

## Geografía
El macizo del monte Chenoua está al oeste, el punto más alto de las colinas del Sahel argelino. Limita al este con el Wadi Nador, el río Tipaza, y al oeste con el Wadi El Hachem, el Río de Cherchell. Esta montaña se dice que tiene la forma de una mujer encinta alargada.
Al unirse con el mar, Chenoua forma alternativamente acantilados y playas, visibles desde la carretera panorámica que recorre el Mediterráneo. La cornisa de Chenoua, que se extiende a Cherchell (Caesarea), cuenta con pequeñas playas pintorescas. El cabo Chenoua, o Ras el agus, ofrece hermosas vistas de la bahía y un paseo por las cuevas del acantilado.
Dos horas, por caminos distintos, son suficientes para acceder a la cumbre donde se puede admirar un panorama magnífico.